# Miasta w Górskim Karabachu
Według danych oficjalnych pochodzących z 2010 roku Górski Karabach posiadał 10 miast. Stolica Stepanakert jako jedyne miasto liczyło ponad 50 tys. mieszkańców; 1 miasto z ludnością 5÷50 tys. oraz reszta miast poniżej 5 tys. mieszkańców.

## Największe miasta w Górskim Karabachu
Największe miasta w Górskim Karabachu według liczebności mieszkańców (stan na 2010):
| L.p. | Miasto                    | Rejon              | Liczba ludności |
| ---- | ------------------------- | ------------------ | --------------- |
| 1.   | Stepanakert (Ստեփանակերտ) | miasto Stepanakert | 52 900          |
| 2.   | Martuni (Մարտունի)        | rejon Martuni      | 5 600           |
| 3.   | Mardakert (Մարտակերտ)     | rejon Mardakert    | 4 200           |
| 4.   | Szuszi (Շուշի)            | miasto Szuszi      | 4 100           |
| 5.   | Gadrut (Հադրութ)          | rejon Gadrut       | 3 400           |

## Lista miast w Górskim Karabachu
Tabela przedstawia wszystkie 10 miast (քաղաք, kaghak) Górskiego Karabachu wraz z liczbą ludności według danych szacunkowych z 2010 roku. Podano oryginalne nazwy w języku ormiańskim. Miasto Aghdam (Ակնա), w którym w 1989 roku mieszkało 28 031 ludzi zostało całkowicie zniszczone w czasie wojny. Żyje w nim nieoficjalnie kilkuset ludzi. Obecnie Agdam nie ma statusu miasta i odnosi się do rady wiejskiej Uhtasar.
| Miasto      | Nazwa ormiańska | Jednostka terytorialna | Liczba ludności |
| ----------- | --------------- | ---------------------- | --------------- |
| Askeran     | Ասկերան         | rejon Askeran          | 2 200           |
| Berdzor     | Բերձոր          | rejon Kaszatagh        | 1 800           |
| Gadrut      | Հադրութ         | rejon Gadrut           | 3 400           |
| Karwaczar   | Քարվաճառ        | rejon Szaumian         | 600             |
| Kowsakan    | Կովսական        | rejon Kaszatagh        | 393*            |
| Mardakert   | Մարտակերտ       | rejon Mardakert        | 4 200           |
| Martuni     | Մարտունի        | rejon Martuni          | 5 600           |
| Midżnawan   | Միջնավան        | rejon Kaszatagh        | 344*            |
| Stepanakert | Ստեփանակերտ     | miasto Stepanakert     | 52 900          |
| Szuszi      | Շուշի           | rejon Szuszi           | 4 100           |

* - dane pochodzą z 2005 r.